# Nothomiza cinerascens
Nothomiza cinerascens är en fjärilsart som beskrevs av Moore 1888. Nothomiza cinerascens ingår i släktet Nothomiza och familjen mätare. Inga underarter finns listade i Catalogue of Life.